# Ward McVey
Ward Wood McVey (Kanada, Manitoba, 1900. július 25. – 1967. február 14.) világbajnok kanadai jégkorongozó.
Az 1920-as, 1930-as évek között kiváló baseballjátékos és amerikaifutball-játékos volt.
1928-ban Allan-kupa győztes lett a University of Manitoba Bisons csapattal.
A University of Manitoba Grads egyetemi csapattal vett részt az 1931-es jégkorong-világbajnokságon. Akkoriban Kanadát klubcsapatok képviselték világeseményeken, mint nemzeti válogatott. A világbajnokságon aranyérmesek lettek fölényes játékkal. Egyedül a svéd csapattal játszottak 0–0-s döntetlent, ami akkor csodaszámba ment. Mind a 6 mérkőzésen játszott és 1 gólt ütött.
Tagja a Manitoba Sports Hall of Fame-nek és a Manitoba Hockey Hall of Fame-nek.